# 14th Street – Eighth Avenue (métro de New York)
14th Street – Eighth Avenue est un complexe souterrain du métro de New York situé dans les quartiers de Chelsea et du West Village, à Manhattan. 
C'est une station de la New York City Transit Authority.

## Situation sur le réseau
Elle est située sur deux lignes principales (au sens de tronçons du réseau), l'IND Eighth Avenue Line (métros bleus), issue du réseau de l'ancien Independent Subway System (IND) et la BMT Canarsie Line issue de l'ancienne Brooklyn-Manhattan Transit Corporation (BMT).
Elle abrite plusieurs centres d'entraînement de la New York City Transit Authority.

## Histoire
La station 14th Street – Eighth Avenue est mise en service le 10 septembre 1932.
La fréquentation de la station est de 14 763 727 en 2015. Cela la situe à la 19e place des stations du réseau.

## Service aux voyageurs

### Desserte
Au total, trois services y circulent :
- les métros A, E et L y transitent 24/7 ;
- les métros C y circulent tout le temps sauf la nuit (late nights).